# Luis Enrique Saldaña Guerra
Luis Enrique Saldaña Guerra, O.F.M. (David, 24 de fevereiro de 1966) é um frei franciscano e prelado panamenho da Igreja Católica. É bispo da Diocese de David, em seu país natal.

## Biografia
Nasceu em David, no Panamá. Ingressou na Província Franciscana de Nossa Senhora de Guadalupe da América Central e do Caribe em 1 de janeiro de 1994. Estudou filosofia na Universidade Rafael Landívar, na Guatemala, e teologia na Universidade Centro-Americana José Simeón Cañas, em El Salvador.
Fez sua profissão solene em 23 de fevereiro de 2002 e foi ordenado presbítero em 29 de abril de 2006, por imposição das mãos de Dom Frei José Luis Lacunza Maestrojuán, então bispo de David.
Ocupou os seguintes cargos: acompanhador e formador de noviços e irmãos franciscanos; vigário paroquial; guardião nas fraternidades das paróquias de São João Batista em Boquete (Panamá), Nossa Senhora do Carmo em David (Panamá) e Santo Antônio de Pádua em Miraflores (Panamá); guardião da Fraternidade Virgen del Socorro em La Antigua (Guatemala); definidor provincial franciscano do Panamá (2008-2017); diretor administrativo das Escolas Franciscanas Pio XII de Boquete (Panamá) e San Francisco de Asís de David (Panamá); diretor ajunto das Obras Sociais do Santo Irmão Pedro em La Antigua (Guatemala); e, desde 2021, ministro provincial da Província Franciscana Nossa Senhora de Guadalupe da América Central e Caribe (Guatemala).
Em 15 de fevereiro de 2024, o Papa Francisco designou-o como ordinário da Diocese de David em sucessão a Dom José Luis Lacunza, que teve sua renúncia ao cargo aceita por haver atingido o limite etário estipulado pelo Código de Direito Canônico. A decisão do pontífice foi conhecida após o desaparecimento e posterior aparecimento do cardeal da diocese.
Recebeu a ordenação episcopal em 27 de abril seguinte, no Gimnasio La Basita de David, do núncio apostólico no país, Dagoberto Campos Salas, coadjuvado pelo cardeal Dom Frei José Luis Lacunza Maestrojuán, seu antecessor e por Rafael Valdivieso Miranda, bispo de Chitré.